# Krzysztof Makaryk
Krzysztof Makaryk (ur. 3 lipca 1980 w Raciborzu) – polski siatkarz, grający na pozycji środkowego.
Krzysztof Makaryk jest wychowankiem KS AZS Rafako Racibórz. Potem reprezentował barwy SMS Rzeszów, Okocimskiego Klub Sportowego Brzesko i Wandy Kraków. Latem 2003 podpisał kontrakt z Górnikiem Radlin, z którym w sezonie 2003/2004 po meczach barażowych z BBTS Bielsko-Biała wywalczył awans do PLS-u. W 2004 wraz z kapitanem Górnika, Mariuszem Wiktorowiczem, przeszedł do Jadaru Radom. Z nowym klubem dwa lata później wywalczył awans do najwyższej polskiej klasy rozgrywkowej. Zadebiutował w niej w spotkaniu inauguracyjnym rozgrywki 2006/2007 ze Skrą Bełchatów.
W czerwcu 2007 Makaryk został graczem AZS-u PWSZ Nysa. Z nowym zespołem zajął w I lidze 3. lokatę. W czerwcu 2008 podpisał dwuletnią umowę z Fartem Kielce. W sezonach 2008/2009 oraz 2009/2010 był jego podstawowym środkowym, jednak w decydujących o awansie do PlusLigi meczach, ze względu na kłopoty zdrowotne, jego miejsce najczęściej zajmował Kacper Bielicki. W czerwcu 2010, po uzyskaniu promocji do najwyższej klasy rozgrywkowej, przedłużył kontrakt ze swoim klubem o kolejny rok. W 2011 roku zakończył karierę i został trenerem drużyny z Młodej Ligi - Farta Kielce.

## Sukcesy klubowe
I liga:
- 2006, 2010[15]
- 2004
- 2008